# ホンダ・パートナー
パートナー（Partner ）は、本田技研工業がかつて生産、販売していたライトバン型の商用車である。

## 初代 EY6/7/8/9型（1996年-2006年）
1996年3月15日
4代目シビックを母体としていたシビックシャトルのライトバン仕様のシビックプロの後継車として、ステーションワゴンであるオルティアの内外装装備を簡略化し、貨物自動車登録としたモデルとして発売した。オルティア自体がEKシビックベースであり、商用車に珍しく4輪ダブルウィッシュボーン式サスペンションを採用していた。そのためリアホイールハウスが張り出す構造となってしまい積載力を落としてしまった。しかし走行時の快適性は高かった。
1997年2月17日
1.6LEVを追加した。これは後に他車種にも展開される「ホンダクリーンエアビークル」の第1弾であった。(シビックフェリオLEVも同時発売)
1998年1月23日
マイナーチェンジ。ABSが設定される。
1999年6月25日
マイナーチェンジ。運転席エアバッグを標準装備した。
2000年
優-低排出ガス車に認定。
2006年2月
生産終了。在庫対応分のみの販売となる。
2006年3月
2代目と入れ替わる形で販売終了。

## 2代目 GJ3/4型（2006年-2010年）
2006年3月10日
エアウェイブをベースに、10年ぶりにフルモデルチェンジをおこなった（同年3月17日発売）。ライトバンタイプで初めて5速ATを搭載した他、乗用車をベースにしたことで、全席パワーウィンドウなどの快適装備やタコメーター、サイドエアバッグ等も標準装備され、このクラスの車種としては異例とも言えるほど装備が充実した。国産2ボックスライトバン（登録車）としては唯一のタコメーター装備車であるほか6:4の分割可倒式シートを採用している車種でもある。エアウェイブではバックドアのアウタードアハンドルの位置が低すぎて不評であったが、これはナンバープレートと共に上方に位置が変更されている。エンジンはL15A型を採用。FFは「平成22年度燃費基準+15%」を達成しており、2009年4月から開始している「環境対応車 普及促進税制」にも適合している。
2006年7月20日
4WDが追加設定された。
2010年8月末
エアウェイブと共に生産・販売終了。ホンダのライトバンはL700/800から45年、パートナーは14年の歴史に幕を下ろすこととなった。